# Нитрогуанидин
Ни́трогуаниди́н — иногда используют аббревиатуру NGu — представляет собой бесцветное кристаллическое легковоспламеняющееся вещество, плавщееся при 257 °C и разлагающееся при 254 °C.
Нитрогуанидин — малочувствительное к инициации детонации, но мощное бризантное взрывчатое вещество. Смачивание водой свыше 20 масс.% приводит к снижению чувствительности с HD 1.1 до HD 4.1.
Нитрогуанидин используется как высокоэнергетическое вещество, то есть как топливо или бризантное взрывчатое вещество.
Также он используется при синтезе инсектицидов и для других целей.

## Производство
Нитрогуанидин широко производится во всем мире взаимодействием дициандиамида с нитратом аммония с образованием соли — нитрата гуанидиния, которую затем нитруют обработкой концентрированной серной кислотой при низкой температуре:
{\displaystyle {\ce {[C(NH2)3]NO3 -> (NH2)2CNNO2 + H2O}}}.
Нитрогуанидин также может быть получен путем обработки мочевины нитратом аммония с помощью процесса Боутрайта — Маккея — Робертса (BMA). Однако из-за проблем с безопасностью этот процесс никогда не использовался в промышленных масштабах, несмотря на его дешевизну.

## Использование

### Взрывчатые вещества

Зависимость скорости детонации нитрогуанидина от плотности

Нитрогуанидин используется с 1930-х годов в составе трёсмесевых порохов. Его добавление снижает температуру горения пороха, вспышку от выстрела и износ ствола оружия, но сохраняет давление горения пороха из-за высокого содержания азота в продуктах горения.
Его очень низкая чувствительность к инициации детонации в сочетании с низкой стоимостью сделали его популярным ингредиентом в низкочувствительных составах бризантных взрывчатых веществ (например, AFX-453, AFX-760, IMX-101, AL-IMX-101, IMX-103 и т. д.).
Взрывное разложение нитрогуанидина определяется следующим уравнением:
{\displaystyle {\ce {{\underset {\text{тв}}{H4N4CO2}}->2{\underset {\text{г}}{H2O}}+2{\underset {\text{г}}{N2}}+{\underset {\text{тв}}{C}}}}}.

### Пестициды
Производные нитрогуанидина используются в качестве инсектицидов, обладающих токсическим эффектом для насекомых сравнимым с никотином. Это ингсектициды клотианидин, [[динотефуран}}, имидаклоприд и тиаметоксам.

### Биохимия
Нитрозное производное нитрогуанидина — нитрозогуанидин, часто используется для вызывания мутаций бактерий в биохимических исследованиях.

## Структура
После нескольких десятилетий споров о химисеской структуре соединения с помощью ЯМР-спектроскопии, а также дифракции рентгеновских лучей и нейтронов удалось надёжно установить, что нитрогуанидин существует исключительно в виде нитроиминового таутомера как в твердом состоянии, так и в растворе.